# Jan Mendalka
Jan Mendalka (ur. 16 lipca 1922 w Dłutowie, zm. 14 grudnia 2008) – polski technik mechanik, poseł na Sejm PRL VI i VII kadencji. Budowniczy Polski Ludowej.

## Życiorys
Syn Józefa. W 1945 podjął pracę jako stolarz w Stoczni im. Komuny Paryskiej w Gdyni. W 1961 awansował na funkcję technologa ds. normowania pracy, a w 1968 został starszym mistrzem. W 1963 ukończył Technikum Budowy Okrętów.
Do Polskiej Zjednoczonej Partii Robotniczej wstąpił w 1948. Zasiadał w egzekutywie jej oddziałowej organizacji partyjnej, ponadto pełnił funkcję II i I sekretarza oddziałowej organizacji partyjnej wydziału drzewnego stoczni. Był radnym Miejskiej Rady Narodowej w Gdyni. W 1972 i 1976 uzyskiwał mandat posła na Sejm PRL w okręgu Gdynia. Przez dwie kadencje zasiadał w Komisji Gospodarki Morskiej i Żeglugi. Ponadto w trakcie VI kadencji zasiadał w Komisji Przemysłu Ciężkiego i Maszynowego, a w trakcie VII w Komisji Przemysłu Ciężkiego, Maszynowego i Hutnictwa.
Pochowany na Cmentarzu Komunalnym w Kosakowie.

## Odznaczenia
- Order Budowniczych Polski Ludowej (1984)[3]
- Krzyż Kawalerski Orderu Odrodzenia Polski
- Złoty Krzyż Zasługi
- Srebrny Krzyż Zasługi (1956)[2]
- Brązowy Krzyż Zasługi (1953)[4]
- Medal 30-lecia Polski Ludowej
- Odznaka 1000-lecia Państwa Polskiego
- Odznaka honorowa „Zasłużonym Ziemi Gdańskiej”